# NGC 5849
NGC 5849 é uma galáxia lenticular (S0) localizada na direcção da constelação de Libra. Possui uma declinação de -14° 34' 16" e uma ascensão recta de 15 horas, 06 minutos e 50,6 segundos.
A galáxia NGC 5849 foi descoberta em 1886 por Frank Leavenworth.